# KBS 뉴스광장
《KBS 뉴스광장》(영어: KBS NEWS PLAZA)은 KBS 1TV에서 매주 월요일부터 토요일 오전 6시에 방송 중인 아침 종합 뉴스 프로그램이다.

## 프로그램 소개
- KBS를 대표하는 아침 종합 뉴스
- KBS 뉴스광장은 한국의 아침을 여는 뉴스 답게 남성, 여성 앵커의 대화형 진행 등 역동성 있는 진행과 포맷 구성의 다양성으로 아침 시간대 시청자들이 보다 편안하고 재미있고 활기차게 시청할 수 있는 완성도 높은 아침 뉴스이다. 특히 국가 기간 방송이자 재난 방송 주관 방송사로서 태풍, 폭설 등 각종 재난 재해 상황 발생 시에는 특보 등을 통해 다양한 뉴스와 정확한 정보 전달로 피해를 줄이는데 기여해 왔다. KBS의 강점인 지역 네트워크를 충분히 활용하여 밤새 일어난 국제 뉴스들을 중점 보도하고 잇슈 SNS, 잇슈 컬처, 스포츠 브리핑, 잇슈 키워드, 잇슈 머니 코너를 통해 뉴스의 폭을 넓혀 다양한 시청자들의 여러분께 욕구를 충족시키고 있다.
- 다양한 소식과 정확한 정보를 전달하는 아침 종합 뉴스

## 방송 시간
- 현재 방송 시간은 2018년 2월 19일부터 기준으로 한다.
- 명절에는 오전 7시부터 방송·편성된다.
- 긴급·특집 뉴스가 방송되면 KBS 뉴스특보 및 특집 KBS 뉴스 광장으로 방송·편성된다.

| 방송 채널 | 방송 기간                           | 방송 시간                                                      |
| --------- | ----------------------------------- | -------------------------------------------------------------- |
| KBS 1TV   | 1981년 5월 25일 ~ 1981년 9월 6일    | 월요일 ~ 토요일 아침 7시 ~ 8시 일요일 아침 7시 ~ 8시 10분      |
| KBS 1TV   | 1981년 9월 7일 ~ 1982년 1월 24일    | 월요일 ~ 토요일 아침 7시 ~ 8시 20분 일요일 아침 8시 ~ 8시 40분 |
| KBS 1TV   | 1982년 1월 25일 ~ 1982년 9월 19일   | 월요일 ~ 토요일 아침 7시 ~ 8시 15분 일요일 아침 8시 ~ 오전 9시 |
| KBS 1TV   | 1982년 9월 20일 ~ 1983년 1월 23일   | 월요일 ~ 토요일 아침 7시 ~ 8시 일요일 아침 8시 ~ 오전 9시      |
| KBS 1TV   | 1983년 1월 24일 ~ 1983년 2월 6일    | 월요일 ~ 토요일 아침 7시 ~ 8시 일요일 아침 8시 ~ 8시 30분      |
| KBS 1TV   | 1983년 2월 7일 ~ 1983년 3월 27일    | 월요일 ~ 토요일 아침 7시 ~ 8시 일요일 아침 8시 ~ 8시 40분      |
| KBS 1TV   | 1983년 3월 28일 ~ 1984년 4월 1일    | 월요일 ~ 토요일 아침 7시 ~ 7시 50분 일요일 아침 7시 ~ 7시 30분 |
| KBS 1TV   | 1984년 4월 2일 ~ 1986년 11월 2일    | 월요일 ~ 토요일 아침 6시 45분 ~ 7시 40분 일요일 아침 7시 ~ 8시 |
| KBS 1TV   | 1986년 11월 3일 ~ 1989년 3월 4일    | 월요일 ~ 토요일 아침 6시 45분 ~ 7시 40분                       |
| KBS 1TV   | 1989년 3월 6일 ~ 1990년 5월 12일    | 월요일 ~ 토요일 아침 7시 ~ 7시 45분                            |
| KBS 1TV   | 1990년 5월 14일 ~ 1991년 2월 24일   | 월요일 ~ 토요일 아침 7시 ~ 7시 45분 일요일 아침 8시 ~ 8시 30분 |
| KBS 1TV   | 1991년 2월 25일 ~ 1991년 5월 19일   | 월요일 ~ 토요일 아침 7시 ~ 7시 45분 일요일 아침 8시 ~ 8시 20분 |
| KBS 1TV   | 1991년 5월 20일 ~ 1991년 7월 6일    | 월요일 ~ 토요일 아침 6시 ~ 8시                                 |
| KBS 1TV   | 1991년 7월 8일 ~ 1992년 4월 4일     | 월요일 ~ 토요일 아침 6시 50분 ~ 8시                            |
| KBS 1TV   | 1992년 4월 6일 ~ 1993년 5월 1일     | 평일 아침 6시 ~ 8시 토요일 아침 7시 ~ 8시                      |
| KBS 1TV   | 1993년 10월 18일 ~ 1996년 10월 12일 | 평일 아침 6시 ~ 8시 토요일 아침 7시 ~ 8시                      |
| KBS 1TV   | 1993년 5월 3일 ~ 1993년 10월 16일   | 평일 아침 6시 ~ 8시 토요일 아침 6시 30분 ~ 8시                 |
| KBS 1TV   | 1996년 10월 14일 ~ 1997년 10월 18일 | 평일 아침 6시 ~ 7시 50분 토요일 아침 7시 ~ 7시 50분            |
| KBS 1TV   | 2010년 5월 10일 ~ 2011년 5월 28일   | 평일 아침 6시 ~ 7시 50분 토요일 아침 7시 ~ 7시 50분            |
| KBS 1TV   | 2017년 11월 20일 ~ 2018년 2월 3일   | 평일 아침 6시 ~ 7시 50분 토요일 아침 7시 ~ 7시 50분            |
| KBS 1TV   | 1997년 10월 20일 ~ 1999년 10월 16일 | 월요일 ~ 토요일 아침 6시 ~ 7시 50분                            |
| KBS 1TV   | 2011년 5월 30일 ~ 2017년 11월 18일  | 월요일 ~ 토요일 아침 6시 ~ 7시 50분                            |
| KBS 1TV   | 2018년 2월 19일 ~ 현재              | 월요일 ~ 토요일 아침 6시 ~ 7시 50분                            |
| KBS 1TV   | 1999년 10월 18일 ~ 2005년 7월 2일   | 월요일 ~ 토요일 아침 6시 ~ 7시 45분                            |
| KBS 1TV   | 2005년 7월 4일 ~ 2007년 4월 27일    | 평일 아침 6시 ~ 7시 45분 토요일 아침 6시 ~ 7시 40분            |
| KBS 1TV   | 2007년 4월 30일 ~ 2008년 11월 14일  | 평일 아침 6시 ~ 7시 50분 토요일 아침 6시 ~ 7시 40분            |
| KBS 1TV   | 2018년 2월 5일 ~ 2018년 2월 17일    | 평일 아침 6시 ~ 7시 50분 토요일 아침 6시 ~ 7시 40분            |
| KBS 1TV   | 2008년 11월 17일 ~ 2010년 5월 8일   | 평일 아침 6시 ~ 7시 50분 토요일 아침 6시 ~ 7시 35분            |

## 앵커
- 현재 앵커 중 평일은 2025년 7월 7일부터 기준으로 하고 주말은 2025년 3월 15일부터 기준으로 한다.
- 2004년 10월 31일까지는 주말에도 포함되었으나 2004년 11월 1일부터 따로 나뉘어 진행한다.
- 1월 1일이나 특집에는 주말에도 평일 앵커가 진행하며 1월 1일이 일요일인 경우에는 아예 KBS 뉴스광장을 신년 특집으로 강제로 편성하고 평일 앵커가 진행한다.[1]

### 평일
| 대수 | 진행자    | 진행자 | 진행 기간                           | 비고                        |
| 대수 | 남성      | 여성   | 진행 기간                           | 비고                        |
| ---- | --------- | ------ | ----------------------------------- | --------------------------- |
| 1대  | 김기덕    | 전여옥 | 1989년 3월 6일 ~ 1991년 5월 19일    |                             |
| 2대  | 김기덕    | 정혜승 | 1991년 5월 20일 ~ 1991년 10월 6일   |                             |
| 3대  | 김준석    | 윤영미 | 1991년 10월 7일 ~ 1992년 4월 5일    |                             |
| 4대  | 이윤성    | 홍지수 | 1992년 4월 6일 ~ 1993년 5월 2일     |                             |
| 5대  | 故 류근찬 | 김성은 | 1993년 5월 3일 ~ 1993년 7월 4일     |                             |
| 6대  | 故 류근찬 | 황수경 | 1993년 7월 5일 ~ 1995년 5월 22일    |                             |
| 7대  | 김준석    | 황수경 | 1995년 5월 23일 ~ 1995년 9월 3일    | [ 2 ]                       |
| 8대  | 김준석    | 장은영 | 1995년 9월 4일 ~ 1996년 11월 20일   |                             |
| 9대  | 김준석    | 이한숙 | 1996년 11월 21일 ~ 1997년 3월 2일   | [ 3 ]                       |
| 10대 | 김준석    | 임성민 | 1997년 3월 3일 ~ 1997년 5월 4일     |                             |
| 11대 | 이강균    | 오유경 | 1997년 5월 5일 ~ 1997년 10월 12일   |                             |
| 12대 | 이강균    | 성기영 | 1997년 10월 13일 ~ 1998년 5월 3일   |                             |
| 13대 | 이강균    | 황유선 | 1998년 5월 4일 ~ 1999년 5월 23일    |                             |
| 14대 | 홍기섭    | 황유선 | 1999년 5월 24일 ~ 1999년 12월 21일  | [ 4 ]                       |
| 15대 | 홍기섭    | 김혜례 | 1999년 12월 22일 ~ 2001년 4월 29일  | [ 5 ] [ 6 ]                 |
| 16대 | 홍기섭    | 최윤경 | 2001년 4월 30일 ~ 2001년 11월 4일   | [ 7 ]                       |
| 17대 | 홍기섭    | 국혜정 | 2001년 11월 5일 ~ 2002년 3월 4일    |                             |
| 18대 | 황상무    | 국혜정 | 2002년 3월 5일 ~ 2003년 6월 22일    | [ 8 ] [ 9 ]                 |
| 19대 | 황상무    | 김경란 | 2003년 6월 23일 ~ 2005년 4월 30일   | [ 10 ] [ 11 ]               |
| 20대 | 황상무    | 노현정 | 2005년 5월 1일 ~ 2006년 8월 20일    | [ 12 ] [ 13 ]               |
| 21대 | 황상무    | 김진희 | 2006년 8월 21일 ~ 2007년 4월 29일   |                             |
| 22대 | 박장범    | 김진희 | 2007년 4월 30일 ~ 2008년 11월 16일  | [ 15 ]                      |
| 23대 | 박장범    | 이정민 | 2008년 11월 17일 ~ 2010년 12월 31일 | [ 16 ] [ 17 ]               |
| 24대 | 박유한    | 이정민 | 2011년 1월 1일 ~ 2012년 5월 13일    | [ 18 ] [ 19 ]               |
| 25대 | 박유한    | 박사임 | 2012년 5월 14일 ~ 2014년 12월 31일  | [ 20 ] [ 21 ] [ 22 ] [ 23 ] |
| 26대 | 박유한    | 김나나 | 2015년 1월 1일 ~ 2015년 4월 5일     |                             |
| 27대 | 강민수    | 김나나 | 2015년 4월 6일 ~ 2017년 1월 15일    | [ 24 ] [ 25 ]               |
| 28대 | 박상범    | 김나나 | 2017년 1월 16일 ~ 2018년 4월 15일   | [ 26 ] [ 27 ]               |
| 29대 | 박주경    | 이랑   | 2018년 4월 16일 ~ 2019년 11월 24일  | [ 28 ] [ 29 ]               |
| 30대 | 박주경    | 김도연 | 2019년 11월 25일 ~ 2022년 4월 3일   | [ 30 ] [ 31 ]               |
| 31대 | 김태욱    | 이윤정 | 2022년 4월 4일 ~ 2023년 11월 12일   | [ 33 ] [ 34 ]               |
| 32대 | 최문종    | 홍주연 | 2023년 11월 13일 ~ 2024년 11월 3일  | [ 36 ] [ 37 ] [ 38 ]        |
| 33대 | 김승휘    | 김나나 | 2024년 11월 4일 ~ 2025년 7월 4일    | [ 39 ] [ 40 ]               |
| 34대 | 임지웅    | 김나나 | 2025년 7월 7일 ~ 현재               | [ 41 ] [ 42 ]               |

### 토요일
| 대수 | 진행자 | 진행자 | 진행 기간                           | 비고                                      |
| 대수 | 남성   | 여성   | 진행 기간                           | 비고                                      |
| ---- | ------ | ------ | ----------------------------------- | ----------------------------------------- |
| 1대  | 이규봉 | 이규원 | 2004년 11월 1일 ~ 2005년 11월 30일  | [ 44 ]                                    |
| 2대  | 이규봉 | 황수경 | 2005년 12월 1일 ~ 2006년 11월 19일  | [ 45 ] [ 46 ] [ 47 ] [ 48 ]               |
| 3대  | 이규봉 | 신윤주 | 2006년 11월 20일 ~ 2007년 4월 29일  | [ 49 ] [ 50 ] [ 51 ]                      |
| 4대  | 김은성 | 신윤주 | 2007년 4월 30일 ~ 2007년 11월 4일   | [ 53 ]                                    |
| 5대  | 김은성 | 최원정 | 2007년 11월 5일 ~ 2008년 11월 16일  | [ 54 ]                                    |
| 6대  | 김은성 | 박사임 | 2008년 11월 17일 ~ 2009년 10월 18일 | [ 55 ] [ 56 ] [ 57 ]                      |
| 7대  | 한상권 | 김지윤 | 2009년 10월 19일 ~ 2010년 10월 31일 | [ 60 ] [ 61 ]                             |
| 8대  | 한상권 | 박현선 | 2010년 11월 1일 ~ 2010년 12월 31일  | [ 62 ]                                    |
| 9대  | 김은성 | 정다은 | 2011년 1월 1일 ~ 2013년 4월 7일     | [ 64 ] [ 65 ] [ 66 ] [ 67 ] [ 68 ]        |
| 10대 | 김은성 | 정은승 | 2013년 4월 8일 ~ 2014년 4월 6일     |                                           |
| 11대 | 이규봉 | 정은승 | 2014년 4월 7일 ~ 2015년 9월 30일    | [ 70 ] [ 71 ] [ 72 ] [ 73 ] [ 74 ] [ 75 ] |
| 12대 | 김재홍 | 김지원 | 2015년 10월 1일 ~ 2016년 9월 30일   | [ 77 ] [ 78 ]                             |
| 13대 | 이영호 | 장수연 | 2016년 10월 1일 ~ 2017년 6월 30일   | [ 81 ]                                    |
| 14대 | 이영호 | 김지원 | 2017년 7월 1일 ~ 2018년 3월 4일     | [ 82 ] [ 83 ] [ 84 ]                      |
| 15대 | 이영호 | 정지원 | 2018년 3월 5일 ~ 2018년 4월 29일    |                                           |
| 16대 | 김재홍 | 정지원 | 2018년 4월 30일 ~ 2018년 12월 31일  | [ 87 ]                                    |
| 17대 | 김재홍 | 변우영 | 2019년 1월 1일 ~ 2019년 11월 24일   | [ 89 ]                                    |
| 18대 | 위재천 | 변우영 | 2019년 11월 25일 ~ 2020년 8월 31일  | [ 90 ] [ 91 ] [ 92 ]                      |
| 19대 | 위재천 | 백정원 | 2020년 9월 1일 ~ 2020년 11월 30일   |                                           |
| 20대 | 한상권 | 백정원 | 2020년 12월 1일 ~ 2023년 4월 30일   | [ 95 ] [ 96 ] [ 97 ] [ 98 ] [ 99 ]        |
| 21대 | 한상헌 | 홍진아 | 2023년 5월 1일 ~ 2023년 11월 12일   | [ 100 ]                                   |
| 22대 | 임지웅 | 홍진아 | 2023년 11월 13일 ~ 2024년 5월 19일  | [ 102 ]                                   |
| 23대 | 임지웅 | 이승현 | 2024년 5월 20일 ~ 2025년 3월 9일    | [ 104 ]                                   |
| 24대 | 김진현 | 정은혜 | 2025년 3월 10일 ~ 현재              |                                           |

## 기상 캐스터

### 평일
- 정희지 KBS 기상 캐스터

### 토요일
- 배혜지 KBS 기상 캐스터

## 장애인 제공 방송
- 2000년대부터 청각 장애인을 위한 자막 방송을 실시하여 현재 제공하고 있다.
- 2010년대 후반부터 한국 수어(수화) 통역을 실시하여 현재 제공하고 있다.

## 코너

### 방영 코너

#### 평일

##### 1부
| 코너명          | 진행자                          | 비고    |
| --------------- | ------------------------------- | ------- |
| 오늘의 주요뉴스 | 김나나 기자, 임지웅 아나운서    |         |
| 잇슈 컬쳐       | 박태원 아나운서                 |         |
| 잇슈 머니       | 김나나 기자, 박연미 경제 평론가 | [ 105 ] |
| 잇슈 키워드     | 김나나 기자                     | [ 106 ] |
| 스포츠브리핑    | 박태원 아나운서                 |         |
| 날씨            | 정희지 기상 캐스터              |         |

###### 오늘의 주요뉴스
주요뉴스 코너.

###### 잇슈 컬쳐
연예 뉴스 코너. 박태원 아나운서가 진행한다.

###### 잇슈 머니
매주 월요일, 수요일, 금요일에 경제 소식을 전달하는 코너. 김나나 기자와 박연미 경제 평론가가 함께 진행한다.

###### 잇슈 키워드
매주 화요일, 목요일에 핵심 소식들을 전달하는 코너. 김나나 기자가 진행한다.

###### 스포츠브리핑
스포츠뉴스 코너. 박태원 아나운서가 진행한다.

###### 날씨
기상 정보 코너.

##### 2부
| 코너명            | 진행자                       | 비고    |
| ----------------- | ---------------------------- | ------- |
| 오늘의 주요뉴스   | 김나나 기자, 임지웅 아나운서 |         |
| 잇슈 SNS          | 임지웅 아나운서              |         |
| 새로 나온 책      | 임지웅 아나운서              | [ 107 ] |
| DEEP              | 임지웅 아나운서              | [ 108 ] |
| 주간 대중문화     | 임지웅 아나운서              | [ 109 ] |
| 이번 주 개봉 영화 | 임지웅 아나운서              | [ 110 ] |
| 출근길 교통 상황  | 서울경찰청 교통정보센터      |         |
| 뉴스광장 영상     |                              |         |
| 날씨              | 정희지 기상 캐스터           |         |
| 클로징            | 김나나 기자, 임지웅 아나운서 |         |

###### 오늘의 주요뉴스
주요뉴스 코너.

###### 잇슈 SNS
SNS 소식을 전달하는 코너. 임지웅 아나운서가 진행한다.

###### 새로 나온 책
책 소개 코너. 임지웅 아나운서가 진행하며 월요일에만 방송된다.

###### DEEP
임지웅 아나운서가 진행하며 월요일에만 방송된다.

###### 주간 대중문화
주간 연예 뉴스 코너. 임지웅 아나운서가 진행하며 수요일에만 방송된다.

###### 이번 주 개봉 영화
개봉 영화 코너. 임지웅 아나운서가 진행하며 금요일에만 방송된다.

###### 출근길 교통 상황
교통 정보 코너. 서울경찰청 교통정보센터에서 진행한다.

###### 뉴스광장 영상
영상 뉴스 코너.

###### 날씨
기상 정보 코너.

#### 주말

##### 1부
| 코너명           | 진행자                           | 비고 |
| ---------------- | -------------------------------- | ---- |
| 오늘의 주요뉴스  | 김진현 아나운서, 정은혜 아나운서 |      |
| 이 시각 고속도로 | 한국도로공사 교통 캐스터         |      |
| 날씨             | 배혜지 기상 캐스터               |      |

###### 오늘의 주요뉴스
주요뉴스 코너.

###### 이 시각 고속도로
교통 정보 코너. 한국도로공사 교통 캐스터가 진행한다.

###### 날씨
기상 정보 코너.

##### 2부
| 코너명           | 진행자                           | 비고 |
| ---------------- | -------------------------------- | ---- |
| 오늘의 주요뉴스  | 김진현 아나운서, 정은혜 아나운서 |      |
| 이 시각 고속도로 | 한국도로공사 교통 캐스터         |      |
| 뉴스광장 영상    |                                  |      |
| 날씨             | 배혜지 기상 캐스터               |      |
| 클로징           | 김진현 아나운서, 정은혜 아나운서 |      |

###### 오늘의 주요뉴스
주요뉴스 코너.

###### 이 시각 고속도로
교통 정보 코너. 한국도로공사 교통 캐스터가 진행한다.

###### 뉴스광장 영상
영상 뉴스 코너.

###### 날씨
기상 정보 코너.

## 타이틀 변천사
1981년 5월부터 여러 차례 변화를 거쳐서 시대 흐름에 따라 프로그램 명칭과 형식이 달라졌다.
| 기수 | 프로그램 타이틀                                                   | 방송 기간                          |
| ---- | ----------------------------------------------------------------- | ---------------------------------- |
| 1기  | KBS 뉴스와이드 (월요일 ~ 토요일) KBS 뉴스와이드 일요일 (일요일)   | 1981년 5월 25일 ~ 1981년 9월 6일   |
| 2기  | KBS 뉴스 80 (월요일 ~ 토요일) KBS 뉴스 일요일 (일요일)            | 1981년 9월 7일 ~ 1982년 1월 24일   |
| 3기  | KBS 뉴스 80 (월요일 ~ 토요일) 여기는 보도본부 (일요일)            | 1982년 1월 25일 ~ 1984년 4월 1일   |
| 4기  | KBS 아침뉴스 (월요일 ~ 토요일) KBS 일요뉴스 (일요일)              | 1984년 4월 2일 ~ 1984년 10월 28일  |
| 5기  | KBS 뉴스센터 645 (월요일 ~ 토요일) KBS 뉴스센터 주간기획 (일요일) | 1984년 10월 29일 ~ 1985년 12월 1일 |
| 6기  | KBS 뉴스센터 645 (월요일 ~ 토요일) KBS 일요뉴스센터 (일요일)      | 1985년 12월 2일 ~ 1986년 11월 2일  |
| 7기  | KBS 뉴스 645                                                      | 1986년 11월 3일 ~ 1989년 3월 4일   |
| 8기  | KBS 뉴스센터 700                                                  | 1989년 3월 6일 ~ 1990년 5월 19일   |
| 9기  | KBS 아침뉴스 (월요일 ~ 토요일) KBS 일요뉴스 (일요일)              | 1990년 5월 20일 ~ 1991년 5월 19일  |
| 10기 | KBS 뉴스광장                                                      | 1991년 5월 20일 ~ 현재             |

## 지역 방송국 프로그램
- 평일 오전 7시 20분부터 KBS1 로고 아래에 있는 뉴스광장이라는 워터마크가 사라진 후 지역 뉴스를 방송·편성하지만 일부 지역에서는 워터마크가 나타나기 전에도 지역 뉴스를 방송·편성한다.
- 2010년대까지는 토요일에도 지역 뉴스를 방송·편성했지만 현재는 평일에만 지역 뉴스를 방송·편성한다.
- KBS 창원 1TV, KBS 울산 1TV, KBS 광주 1TV는 자체 클로징으로 뉴스를 마친다.
- KBS 울산 1TV는 지역 뉴스를 마치면 광고 영상으로 본사 방송 뉴스가 끝날 때까지 시간을 채운다.
- DMB TV에서는 편성하지 않는다.

| 방송 채널    | 방송 권역                          | 프로그램                    | 진행자 |
| ------------ | ---------------------------------- | --------------------------- | ------ |
| KBS 경인 1TV | 경기도 인천광역시                  | KBS 뉴스광장 경기·인천      | 조은민 |
| KBS 춘천 1TV | 강원특별자치도                     | KBS 뉴스광장 강원           | 윤석황 |
| KBS 대전 1TV | 대전광역시 세종특별자치시 충청남도 | KBS 뉴스광장 대전·세종·충남 | 김연선 |
| KBS 청주 1TV | 충청북도                           | KBS 뉴스광장 충북           | 최인희 |
| KBS 대구 1TV | 대구광역시 경상북도                | KBS 뉴스광장 대구·경북      | 백명지 |
| KBS 부산 1TV | 부산광역시                         | KBS 뉴스광장 부산           | 차재환 |
| KBS 창원 1TV | 경상남도                           | KBS 뉴스광장 경남           | 이지은 |
| KBS 울산 1TV | 울산광역시                         | KBS 뉴스광장 울산           | 가은혜 |
| KBS 광주 1TV | 광주광역시 전라남도                | KBS 뉴스광장 광주·전남      | 채윤아 |
| KBS 전주 1TV | 전북특별자치도                     | KBS 뉴스광장 전북권         | 함윤호 |
| KBS 제주 1TV | 제주특별자치도                     | KBS 뉴스광장 제주           | 현송희 |

## 경쟁 프로그램
- KBS 아침뉴스타임 (KBS 2TV)
- MBC 뉴스투데이 (MBC TV)
- 모닝와이드 1, 2부 (SBS TV)
- 아침& (JTBC)
- 굿모닝 MBN (MBN)
- TV조선 뉴스퍼레이드 (TV조선)
- 뉴스오늘 (연합뉴스TV)
- 출발 600 (연합뉴스TV)
- YTN 뉴스퀘어 4AM (YTN)
- YTN 뉴스START (YTN)